# Радио Норфолк 89.9FM
Radio Norfolk (VL2NI) — единственная местная радиостанция, обслуживающая сообщество Остров Норфолк. Радио Норфолк — это государственная и управляемая на местном уровне радиостанция, которая по часам предоставляет новости и прогноз погоды в сочетании с музыкальными программами.

## История
Радиовещание началось как средство оповещения о приближающихся самолётах во время Второй мировой войны. В течение 1960-х и 1970-х годов станция предоставляла в основном новости о судоходстве и авиации.
В первые дни существования радио на острове Норфолк станция располагалась в административных зданиях в Кингстоне, внутри новых военных казарм (ныне офис Администратора острова Норфолк). Студии радиостанции были повреждены пожаром в 1970-х, и с тех пор Radio Norfolk размещается в своем нынешнем помещении на New Cascade Road, недалеко от Бернт-Пайн.
В 1999 году Radio Norfolk установило 10-метровую спутниковую антенну, чтобы продолжать принимать и ретранслировать зарубежные теле- и радиослужбы на своих собственных выделенных частотах и ретранслировать другие станции в течение ночи, пока местная станция закрыта.
В 1991 году Радиовещательная служба острова Норфолк (которая включает теле- и радиовещание на острове Норфолк) стала полноправным членом Азиатско-Тихоокеанского вещательного союза.
Станция укомплектована как оплачиваемым, так и добровольным персоналом.
В 2017 году пять докладчиков, которые заявили, что были уволены за чрезмерную критику правительства Австралии, решили создать конкурирующую некоммерческую станцию, «где у каждого есть право голоса, независимо от того, где он находится».